# Torregrotta

Ubicació de Torregrotta dins la província

Torregrotta (sicilià Turrigrutta) és un municipi italià, dins de la ciutat metropolitana de Messina. L'any 2009 tenia 7.323 habitants. Limita amb els municipis de Monforte San Giorgio, Roccavaldina i Valdina.

## Administració
| Període | Identitat        | Partit        |
| ------- | ---------------- | ------------- |
| 2006-   | Antonino Caselli | Llista cívica |